# 13653 Priscus
13653 Priscus este o planetă minoră (asteroid), cu un diametru de 1,906 km, din centura de asteroizi. A fost descoperită pe 9 februarie 1997 la osservatorio Colleverde di Guidonia⁠(d) de Vincenzo Silvano Casulli⁠(d) și a fost numită după Lucius Tarquinius Priscus. 
Obiectul prezintă o orbită caracterizată de o semiaxă mare de 2,1864999 UAi, o excentricitate de 0,17, o înclinație de 4,5999 ° în raport cu ecliptica.